# Nes Ammim

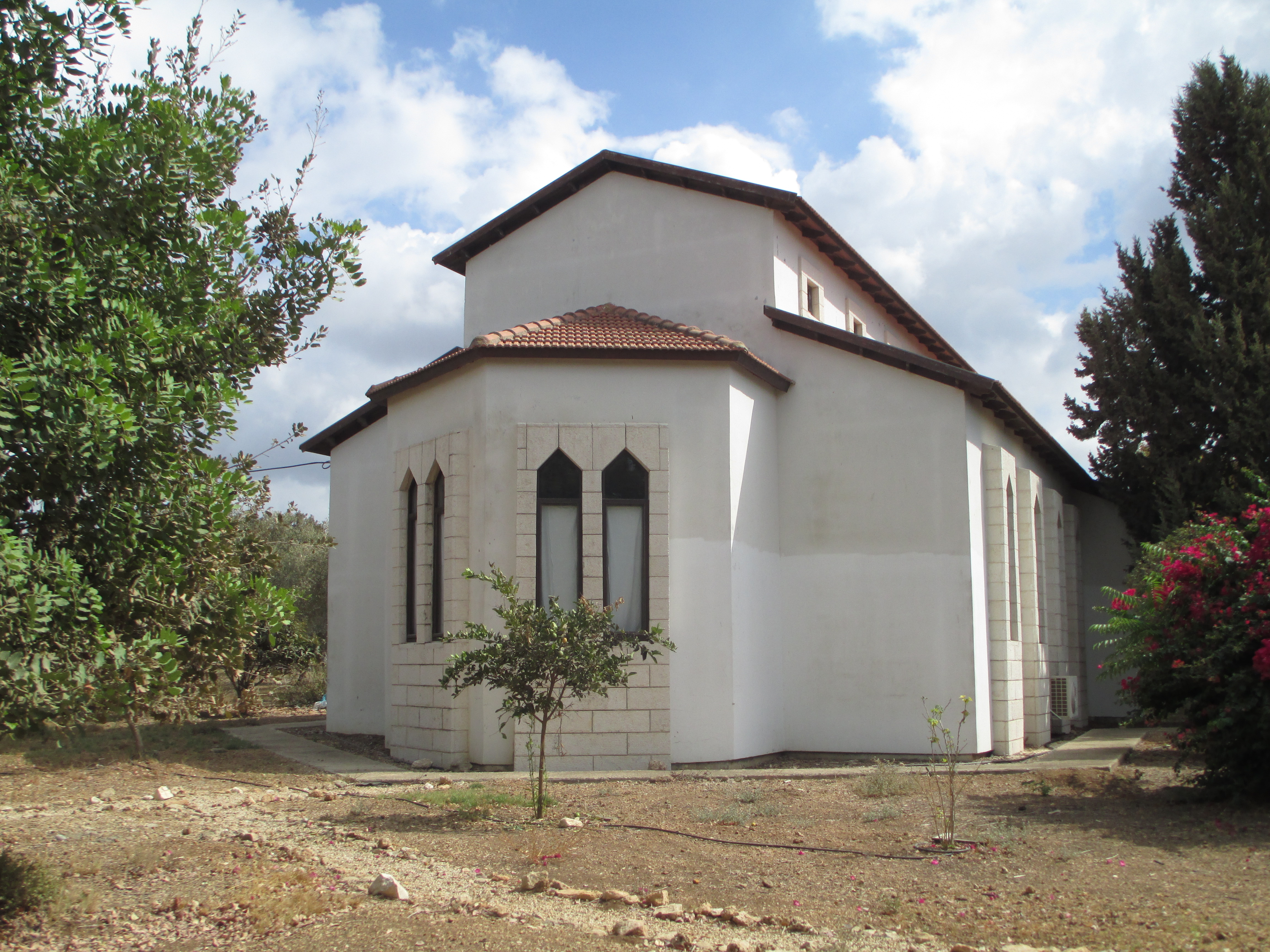
House of Prayer

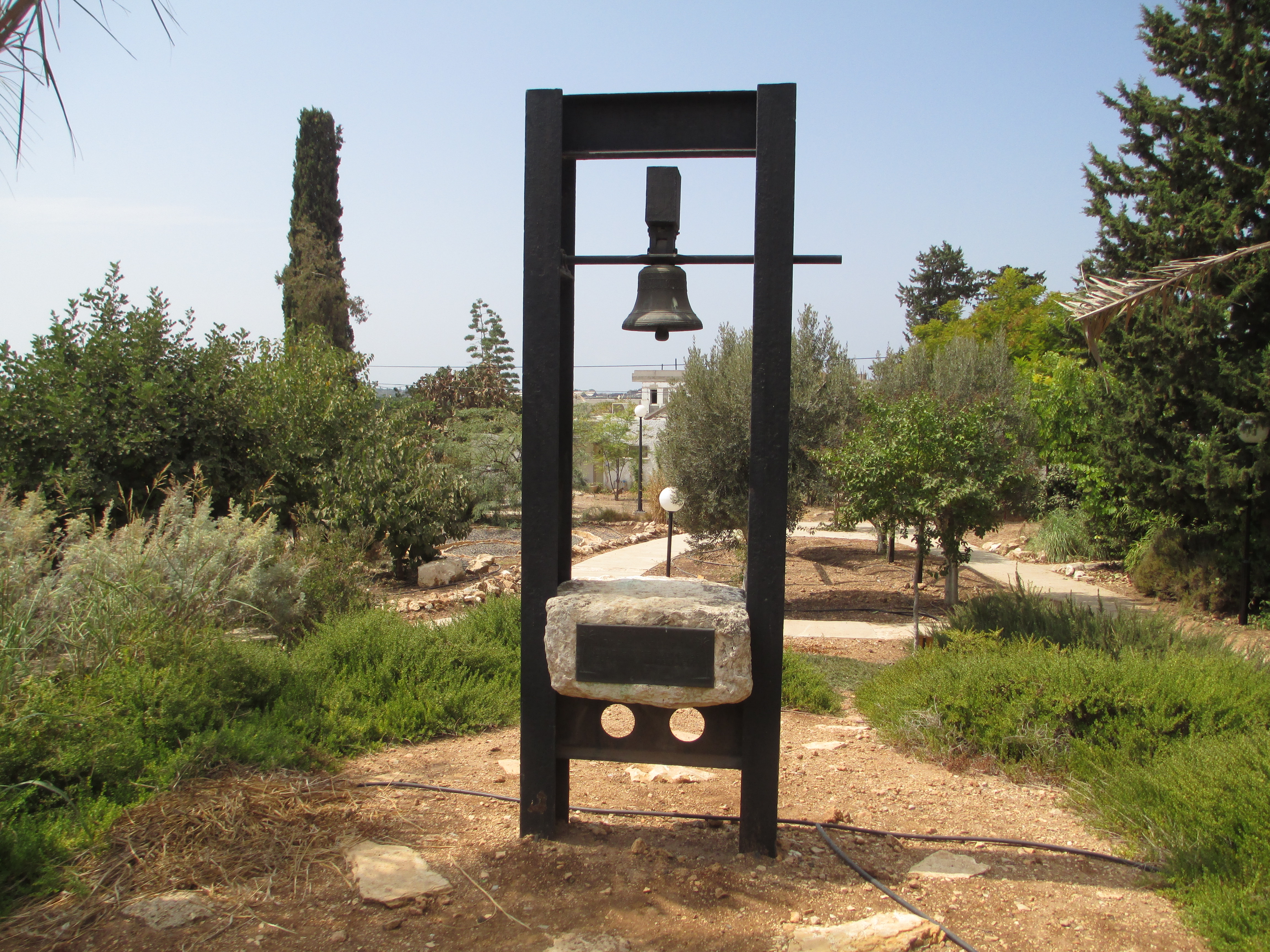
Seven Species garden

Nes Ammim (hebräisch נֵס עַמִּים ‚Zeichen der Völker‘) ist eine kleine christliche Siedlung mit 414 Bewohnern (Stand 2018) in der Regionalverwaltung Mateh Ascher im Nordbezirk Israels. Der Ort liegt etwa zehn Kilometer nordöstlich von Akkon und acht Kilometer südöstlich von Nahariya und wird auch als christlicher Kibbuz bezeichnet. Nes Ammim setzt sich für deutsch-israelischen und innerisraelischen Dialog ein.

## Konzept
Nes Ammim bedeutet Zeichen für die Völker und ist ein Zitat aus dem Buch Jesaia (Jes 11,10 ). Das Logo von Nes Ammim enthält den Fisch als Zeichen des Christentums und die Ähre als Symbol der Landwirtschaft. Eine Voraussetzung der Siedlung war der Verzicht auf Mission unter Juden. Die Siedlung funktioniert nicht als Kibbuz, sondern als Moshaw Shitufi mit Privateigentum.
Die Nes-Ammim-Bewegung erhält die Leitgedanken, welche sich im Laufe der Jahre entwickelt haben:
- eine christliche Theologie, die frei von Mission gegenüber Juden ist
- Solidarität mit der jüdischen Bevölkerung
- über die Ursprünge des Christentums zu lernen durch Studium der jüdischen Tradition
- am Friedensprozess mitzuwirken durch Organisieren von Dialog-Seminaren zwischen Juden und Arabern

## Geschichte
Nes Ammim geht auf eine Idee des niederländischen Arztes John Pilon und seiner Frau Stijn zurück, die bereits seit 1950 in Israel lebten. Pilon fand Unterstützung für eine christliche Siedlung als Zeichen der Solidarität mit dem 1948 gegründeten Staat Israel nach dem Holocaust, besonders in den Niederlanden, Deutschland, der Schweiz und den Vereinigten Staaten. In diesen Ländern wurden Gesellschaften zur Unterstützung des Projekts gegründet und 1961 ein Grundstück von 1 km² erworben. 1963 kam die erste Familie aus der Schweiz ins Dorf. Sie wohnte zunächst in einem alten Bus. Mit Hilfe des benachbarten Kibbuz Regba wurde eine Wasserversorgung geschaffen. Die Basis der Landwirtschaft waren Avocados und die Zucht von Rosen in Gewächshäusern. Es waren bis zu 200 Saisonarbeiter beschäftigt. Die ersten deutschen Familien kamen 1970, der deutsche Widerstandskämpfer Otto Busse lebte mit seiner Frau drei Jahre hier. Ab 1978 entstanden ein Hotel und eine Jugendherberge, der Tourismus wuchs stark, die Einwohnerzahl wuchs auf 140 Erwachsene und 60 Kinder und Tausende von Freiwilligen aus Europa und Amerika kamen. Nach 1990 kam es aufgrund der Intifada fast zu einem Erliegen des Tourismus; zugleich wurde die Landwirtschaft unrentabel und 2001 eingestellt. Heute bildet das guest house für Pilger die materielle Basis der Siedlung, die stark auf Spenden angewiesen ist.
Von 2011 bis 2016 war der rheinische Theologe Rainer Stuhlmann als Studienleiter in Nes Ammim tätig.

## Die Siedlung heute
Nes Ammim fungiert heute als ökumenisches Begegnungszentrum. Es gibt ein House of Prayer and Study, das unter anderem für christliche und jüdische Gottesdienste genutzt wird. Es wurde 1990 durch Peter Beier eröffnet, den Präses der Evangelischen Kirche im Rheinland. Weiter gibt es einen Kinderwald mit einem Baum für jedes in der Siedlung geborene Kind sowie in dem von den ersten Siedlern genutzten Bus ein kleines Museum. Das Hotel ist von einem botanischen Garten umgeben.

## Auszeichnungen
- 2016: Integrationspreis der Stiftung Apfelbaum